# Sexcalibur
Dream Quest (dt. Traumsuche, vgl. Quest; auch Dreamquest) ist ein Fantasy-Pornofilm von Wicked Pictures, der am 4. Oktober 1999 in den USA fertig produziert wurde. Im Jahr 2002 ist eine deutsch synchronisierte Version unter dem Namen Jennas Traumsuche sowie die ebenfalls synchronisierte Softcore-Version Sexcalibur erschienen. Letztere ist um ca. 13 Minuten kürzer als das Original, zeigt viele Szenen aus anderen Blickwinkeln und wurde schon mehrfach im deutschen Fernsehen vorgeführt.

## Inhalt
Sarah wird nach einem Streit mit ihrem Freund Steve von Feen in eine Märchenwelt geführt. Dort wird ihr offenbart, dass es ihre Aufgabe sei, die Phantasie (der Menschen) aus der Gewalt des düsteren Fürsten Vladamir zu entreißen und damit auch die Märchenwelt zu retten.
Auf ihrer Reise trifft sie auf unterschiedliche, ihr teilweise wohlgesinnte Gestalten wie die Spinnenfrau Arachna mit ihrem treuen Diener Octo, Ritter, Barbaren, Hexen und Kobolde.

## Kritiken
„Erotisch aufgeladener Fantasy-Film, dessen Traumhandlung in mittelalterlichen Kulissen spielt. Der relativ große Aufwand kann die schlechten Darsteller und lächerlichen Dialoge nicht wettmachen.“

## Auszeichnungen
- 2001: AVN Award Best Selling Title
- 2001: AVN Award Best Renting Title
- 2001: AVN Award Best Cinematography
- 2001: AVN Award Best Packaging
- 2001: XRCO Award: Best Adult DVD

## Wissenswertes
- Der Film ist an die Filme Legende, Alice im Wunderland und Excalibur angelehnt.